# USS Concord (CL-10)
USS Concord (CL-10) là một tàu tuần dương hạng nhẹ thuộc lớp Omaha của Hải quân Hoa Kỳ được đưa ra phục vụ ngay sau Chiến tranh Thế giới thứ nhất. Nó Là chiếc tàu chiến thứ tư của Hải quân Mỹ được đặt cái tên này, theo tên thị trấn Concord, Massachusetts, địa điểm diễn ra trận đánh đầu tiên của cuộc Chiến tranh Cách mạng Hoa Kỳ. Con tàu đã tiếp tục phục vụ trong Chiến tranh Thế giới thứ hai, chủ yếu là tuần tra và hoạt động tại khu vực Bắc Thái Bình Dương trước khi ngừng hoạt động năm 1945 và bị tháo dỡ năm 1946. Concord được tặng thưởng một Ngôi sao Chiến trận do thành tích phục vụ trong Thế Chiến II.

## Thiết kế và chế tạo
Concord được đặt lườn bởi hãng William Cramp & Sons tại Philadelphia, Pennsylvania vào ngày 29 tháng 3 năm 1920. Nó được hạ thủy vào ngày 15 tháng 12 năm 1921, được đỡ đầu bởi cô H. Butterick; và được cho nhập biên chế vào ngày 3 tháng 11 năm 1923 dưới quyền chỉ huy của hạm trưởng, Đại tá Hải quân O. G. Murfin.

## Lịch sử hoạt động

### Những năm giữa hai cuộc thế chiến
Trong chuyến hải hành đầu tiên từ ngày 23 tháng 11 năm 1923 đến ngày 9 tháng 4 năm 1924, Concord ghé thăm các cảng tại Địa Trung Hải, đi qua kênh đào Suez rồi vòng qua mũi Hảo Vọng để tập trận cùng hạm đội tại vùng biển Caribbe trước khi quay trở về Philadelphia. Hoạt động như là soái hạm của Tư lệnh Hải đội Khu trục thuộc Hạm đội Tuần tiễu, nó tuần tra tại Caribbe và đi qua kênh đào Panama để tập trận tại khu vực quần đảo Hawaii vào năm 1924 và 1925. Tiếp tục hoạt động tại Đại Tây Dương, nó tham gia cuộc Duyệt binh Hạm đội Tổng thống được chủ trì bởi Tổng thống Calvin Coolidge vào ngày 4 tháng 6 năm 1927.
Phục vụ như là soái hạm của Tư lệnh Hải đội Tuần dương 3 của Lực lượng Chiến trận, Concord tuần tra tại Thái Bình Dương từ căn cứ của nó tại San Diego từ đầu năm 1932, rồi tập trận tại vùng kênh đào Panama và Caribbe vào năm 1934. Nó tham gia các cuộc Duyệt binh Hạm đội của Tổng thống Franklin D. Roosevelt vào ngày 30 tháng 9 năm 1935 và 12 tháng 7 năm 1938, cùng tham gia các cuộc tập trận hạm đội tại khu vực Hawaii, kênh đào Panama và ngoài khơi Alaska. Sau khi hoạt động tại vùng bờ Đông Hoa Kỳ vào mùa Đông năm 1938-1939, nó quay trở lại hoạt động tại Thái Bình Dương, và từ ngày 1 tháng 4 năm 1940 được đặt căn cứ tại Trân Châu Cảng cho một chương trình huấn luyện khẩn trương trong khi chiến tranh đang đến gần.

### Chiến tranh Thế giới thứ hai
Khi Hoa Kỳ tham gia Chiến tranh Thế giới thứ hai, Concord đang ở tại San Diego chuẩn bị cho một đợt đại tu trong ụ tàu vốn kéo dài cho đến đầu tháng 2 năm 1942. Được phân về Lực lượng Đông Nam Thái Bình Dương, nó hộ tống các đoàn tàu vận tải đi đến Bora Bora thuộc quần đảo Society, tập trận tại vùng kênh đào, và tuần tra dọc theo bờ biển Nam Mỹ và đến các đảo thuộc khu vực Đông Nam Thái Bình Dương, thỉnh thoảng phục vụ như là soái hạm của lực lượng.
Từ ngày 5 tháng 9 đến ngày 24 tháng 11 năm 1943, nó đưa Chuẩn đô đốc Richard E. Byrd trong một chuyến đi khảo sát khả năng sử dụng một số hòn đảo tại khu vực Đông Nam Thái Bình Dương vào việc phòng thủ quốc gia và hàng không thương mại. Trong chuyến đi này, nó chịu đựng một vụ nổ hơi xăng làm thiệt mạng 22 người trong đó có vị Thuyền phó, và bị hư hại đáng kể, buộc phải được sửa chữa tại Balboa, Panama.
Khi công việc sửa chữa hoàn tất vào tháng 3 năm 1944, Concord lên đường hướng lên phía Bắc để gia nhập Lực lượng Bắc Thái Bình Dương tại Adak vào ngày 2 tháng 4. Phục vụ như là soái hạm của Lực lượng Đặc nhiệm 94 vào lúc bắt đầu đợt bố trí này, nó đã tham gia các đợt bắn phá tại quần đảo Kuril vốn được lặp lại nhiều lần cho đến khi chiến tranh kết thúc, ngăn cản quân Nhật sử dụng các căn cứ tại đây; đồng thời quấy rối các tuyến đường hàng hải phía Bắc của Nhật Bản. Lực lượng của nó đã đánh chìm nhiều tàu nhỏ; vào ngày 25 tháng 8 năm 1944, các tàu khu trục của lực lượng đã tấn công một đoàn tàu vận tải Nhật.
Ngày 31 tháng 8 năm 1945, Concord khởi hành từ Adak để hỗ trợc cho các cuộc đổ bộ chiếm đóng tại Ominato, Nhật Bản từ ngày 8 đến ngày 14 tháng 9, rồi lên đường đi Trân Châu Cảng, Panama, Boston để cuối cùng về đến Philadelphia, nơi nó được cho ngừng hoạt động vào ngày 12 tháng 12 và bị bán để tháo dỡ vào ngày 21 tháng 1 năm 1947.

## Phần thưởng
Concord được tặng thưởng một Ngôi sao Chiến trận do thành tích phục vụ trong Thế Chiến II.
| Bronze star |
| Bronze star |

| Huân chương Phục vụ Phòng vệ Hoa Kỳ với 1 Ngôi sao Chiến trận            | Huân chương Phục vụ Phòng vệ Hoa Kỳ với 1 Ngôi sao Chiến trận | Huân chương Chiến dịch Hoa Kỳ        | Huân chương Chiến dịch Hoa Kỳ           |
| Huân chương Chiến dịch Châu Á-Thái Bình Dương với 13 Ngôi sao Chiến trận | Huân chương Chiến thắng Thế Chiến II                          | Huân chương Chiến thắng Thế Chiến II | Huân chương Phục vụ Chiếm đóng Hải quân |